# Городское поселение «Посёлок Думиничи»
Городское поселение «Посёлок Думиничи» — муниципальное образование в Думиничском районе Калужской области.
Административный центр — посёлок городского типа Думиничи.

## История
Посёлок Думиничи основан в 1882 г., железнодорожная станция Думиничи — в 1898 г. В 1931 г. в полутора км от ст. Думиничи образовался пос. Лесхоз. В 1960-е годы Лесхоз и станцию соединила новая улица и эти два населённых пункта были объединены.

## Население
| 2009  | 2010  | 2011  | 2012  | 2013  | 2014  | 2015  | 2016  |
| ----- | ----- | ----- | ----- | ----- | ----- | ----- | ----- |
| 7268  | ↗7273 | ↘6283 | ↗7087 | ↘6927 | ↘6790 | ↘6695 | ↘6651 |
| 2017  | 2018  | 2019  | 2020  | 2021  | 2023  |       |       |
| ↘6618 | ↘6604 | ↘6483 | ↘6459 | ↘6444 | ↘6347 |       |       |

## Состав городского поселения
В состав городского поселения входят:
| № | Населённый пункт | Тип населённого пункта                  | Население |
| - | ---------------- | --------------------------------------- | --------- |
| 1 | Думиничи         | рабочий посёлок, административный центр | ↘5377     |
| 2 | Думиничи         | железнодорожная станция                 | ↘970      |